# Mogador (Insel)
Die Insel Mogador (französisch Île de Mogador, arabisch جزيرة موغادور) ist die Hauptinsel der Iles Purpuraires in der Nähe der Stadt Essaouira in Marokko. Sie ist ungefähr 3 Kilometer lang und 1,5 Kilometer breit und liegt rund 1,5 Kilometer von Essaouira entfernt.

## Geschichte

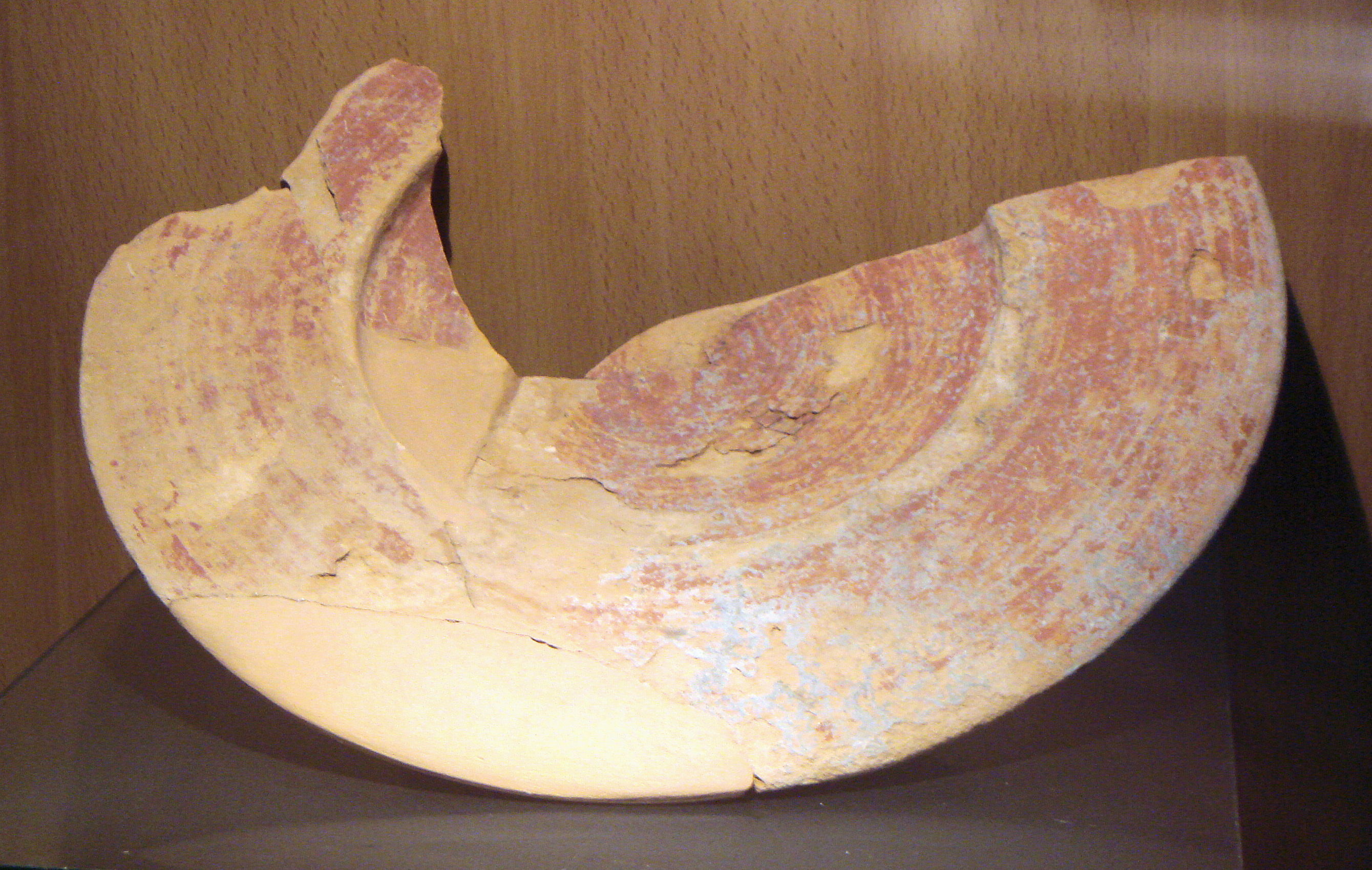
Phönizische Platte mit rotem Schlicker, 7. Jahrhundert v. Chr., ausgegraben auf der Insel Mogador, Essaouira (Sidi Mohammed ben Abdallah Museum)

Der karthagische Navigator Hanno besuchte die Insel im 5. Jahrhundert vor Christus und gründete einen Handelsposten. Auf der Insel wurden archäologische Funde aus der Zeit der Phönizier gemacht.
Gegen Ende des ersten Jahrhunderts vor oder am Anfang des ersten Jahrhunderts nach Christus wurde auf der Insel im Auftrag des mauretanischen Königs Juba II. Purpur gewonnen.
Römische Händler besiedelten die Insel während der Regierungszeit Kaiser Augustus. Auf der Insel wurden die Grundmauern eines römischen Hauses sowie Münzen und weitere Artefakte gefunden. Mogador und die übrigen Iles Purpuraires waren durch Händlerschiffe im ersten und zweiten Jahrhundert nach Christus mit der Provinz Mauretania Tingitana verbunden. Vom ersten bis zum vierten Jahrhundert n. Chr. war die Insel mit der römischen Provinz Mauretania Tingitana durch regelmäßigen Schiffsverkehr mit dem römischen Sala Colonia verbunden.
Im August 1844 belagerte und eroberte die französische Marine im Rahmen des französisch-marokkanischen Krieges die Insel.
Die Insel ist heute als Naturschutzgebiet ausgewiesen und darf nur mit offizieller Genehmigung besucht werden.

## Flora und Fauna
Eine Untersuchung erbrachte 2014 den Beweis, dass auf der Insel Eleonorenfalken (Falco eleonorae) jagen und ihre teils noch lebende Beute verstecken. Abdeljebbar Qninba von der Mohammed V. Universität in Rabat und seine Kollegen fanden kleine Vögel mit fehlenden Flug- und Schwanzfedern in kleinen Höhlen oder Löchern vor. Es wird davon ausgegangen, dass die Federn entweder durch die Falken gerupft wurden oder es sich um entkommene Beute handelte.